# فواكه مغذية
تختلف الفواكه عن بعضها البعض في القيمة الغذائية. كما تختلف العناصر الغذائية من فاكهة إلى أخرى. فعلى سبيل المثال، من المعروف أن فاكهتي الكيوي والبرتقال غنيتان بـ فيتامين ج، أما الشمندر فهو غني بمضادات الأكسدة التي من الممكن أن تساعد على الوقاية من مرض السرطان.
ويعد دفع الأطفال للاستمتاع وحب الفواكه المغذية تحديًا بالنسبة لهم. لذا تحاول مطاعم الوجبات السريعة المساهمة في تعليم الأطفال على اكتساب عادة تناول الفواكه المُغذية عن طريق وضع وجبات خاصة للأطفال تحتوي على فاكهة في العروض التي تقدمها. وعند مقارنة القيم الغذائية للوجبات التي توفرها أكبر شركات الوجبات السريعة، والتي لديها مطاعم بهوستون وتكساس وأودينيل وهوير وميندوزا وغوه (عام 2008م)، وجدوا أن 3% من وجبات الأطفال المقدمة هذه تتوافق مع معايير البرنامج القومي للغداء المدرسي (NSLP). وقد كانت جميع هذه الوجبات التي أوفت بجميع هذه المعايير تحتوي على طبق جانبي من الفاكهة واللبن. وقد مثلت وجبة شطائر ديلي مع الفاكهة واللبن 6% فقط من مجموع وجبات الأطفال المقدمة في هيوستن، ومع ذلك فقد لبت نصفها تقريبًا معايير البرنامج القومي للغداء المدرسي. وقد كان الزبيب واحدًا من أكثر خيارات الفواكه المغذية المفضلة في وجبات الأطفال، لكونه يحتوي على نسبة عالية من الحديد. أما بالنسبة للوجبات التي تم تصنيفها على أنها غير مطابقة لمعايير هذا البرنامج سالف الذكر، فيرجع هذا لكونها تحتوي على كمية كبيرة من الطاقة المأخوذة من الدهون ومقدار ضئيل من الكالسيوم والحديد وفيتامين أ.

## نظرة عامة

### فيتامين ج

#### تفاح الكاجو
يعرف الكثير منا مكسرات الكاجو، ولكن أغلبنا لم يسمع عن تفاح الكاجو من قبل. ويتكون تفاح الكاجو من مكسرات الكاجو التي تأخذ شكل الكُلى وهي شبيهة بالتفاح. ويتمثل المنشأ الأصلي لشجرة الكاجو (Anarcardium occidentale) في البرازيل. ويُستخدم عصير تفاح الكاجو في المثلجات والجيلي في أمريكا الاستوائية. أما في معظم بقاع إفريقيا، فيتم إهمال تفاح الكاجو ولا يتم استخدامه، وتُترك ثماره ملقاة تحت الأشجار بينما يتم حصاد مكسرات الكاجو وعندما قام أكينويل عام 2000م بتحليل الخصائص الفيزيائية والكيميائية لتفاح الكاجو ومقارنتها بالأناناس والبرتقال والعنب والمانجو والليمون، وجد أن عصير تفاح الكاجو يحتوي تقريبًا على أربعة أضعاف كمية فيتامين ج لكل 100 مل من العصير عند مقارنتها بالفواكه الحمضية الشهيرة، وأكثر من أربعة أضعاف الكمية الموجودة بالفواكه الأخرى. كما قام بقياس متوسط قيم فيتامين ج في 100 مل من عصير تفاح الكاجو والبرتقال والعنب والليمون والمانجو والأناناس ووجدها 203.5 و54.7 و45.0 و33.7 و30.9 و14.7 ملجم على التوالي. ومن ثَم، ينصح أكينويل (2000) بمعالجة واستهلاك تفاح الكاجو، عن طريق مزجه مع الفواكه الاستوائية الأخرى لزيادة الإقبال عليه من خلال تحسين طعمه ونكهته.